# Alex Flemming
Alex Flemming (São Paulo, 1954) é um fotógrafo, pintor, escultor, gravador, artista multimídia e poeta brasileiro.

## Biografia
De ascendência patrilinear alemã, Alex Flemming frequentou o curso livre de Cinema na Fundação Armando Álvares Penteado, entre 1972 e 1974. Cursou serigrafia com Regina Silveira (1939) e Julio Plaza (1938-2003), e gravura em metal com Romildo Paiva (1938), nos anos de 1979 e 1980. Na década de 1970 realizou filmes de curta-metragem, participando de festivais.
Em 1981 viajou para Nova Iorque, onde desenvolveu projeto no Pratt Institute Manhattan, com bolsa de estudos  da Comissão Fulbright, com permanência até 1983. Foi professor da Kunstakademie de Oslo, na Noruega, entre 1993 e 1994.
No começo dos anos 1990, realizou algumas séries de pinturas com caráter autobiográfico, que tinham como suporte suas próprias roupas. Posteriormente, passou a recolher e pintar cadeiras, poltronas e sofás usados, nos quais posteriormente aplicava letras, que formavam textos retirados de notícias de jornais, deslocando assim a relação preestabelecida com esses objetos. Já em Body Builders (2001/2002), fotografou corpos jovens e esbeltos para em seguida desenhar, sobre essas imagens, mapas de áreas de conflitos e de guerras, como, por exemplo, aquelas do Oriente Médio ou da região de Chiapas, no México.
A fotografia, como meio em si ou como propiciadora de acesso a outras médias, é usada por Flemming desde o início de sua carreira. O uso de caracteres gráficos sobre fotografias de pessoas também está presente em um dos seus mais destacados trabalhos: os painéis da Estação Sumaré do Metrô de São Paulo. Compostos por fotos de pessoas comuns, a cada uma delas foi atribuído um poema, escrito em letras meio borradas, com alguns trechos invertidos ou ausentes, o que não impossibilita totalmente a compreensão do texto.
São particularmente interessantes as gravuras executadas nos anos 1970, de forte conteúdo político, reproduzidas em livro editado pela Editora da Universidade de São Paulo.
Flemming realizou diversas exposições individuais no Brasil, na Europa e nos Estados Unidos.